# Narthecusa nudella
Narthecusa nudella är en fjärilsart som beskrevs av George Thomas Bethune-Baker 1913. Narthecusa nudella ingår i släktet Narthecusa och familjen mätare. Inga underarter finns listade i Catalogue of Life.